# Leichtathletik-Weltmeisterschaften 2013/Teilnehmer (Israel)
| Gelbes Symbol für Goldmedaillen mit stilisierten Olympischen Ringen | Graues Symbol für Silbermedaillen mit stilisierten Olympischen Ringen | Braundes Symbol für Bronzemedaillen mit stilisierten Olympischen Ringen |
| ------------------------------------------------------------------- | --------------------------------------------------------------------- | ----------------------------------------------------------------------- |
| —                                                                   | —                                                                     | —                                                                       |

Der Leichtathletik-Verband Israels stellte bei den Leichtathletik-Weltmeisterschaften 2013 in der russischen Hauptstadt Moskau drei Teilnehmer.

## Ergebnisse

### Männer

#### Laufdisziplinen
| Athlet       | Disziplin | Vorlauf | Vorlauf | Halbfinale | Halbfinale | Finale    | Finale |
| Athlet       | Disziplin | Zeit    | Platz   | Zeit       | Platz      | Zeit      | Platz  |
| ------------ | --------- | ------- | ------- | ---------- | ---------- | --------- | ------ |
| Zohar Zemiro | Marathon  |         |         |            |            | 2:25:23 h | 40     |

### Frauen

#### Sprung/Wurf
| Athlet                  | Disziplin  | Qualifikation | Qualifikation | Finale             | Finale             |
| Athlet                  | Disziplin  | Weite/Höhe    | Platz         | Weite/Höhe         | Platz              |
| ----------------------- | ---------- | ------------- | ------------- | ------------------ | ------------------ |
| Maayan Furman-Shahaf    | Hochsprung | 1,88 m        | 16            | nicht qualifiziert | nicht qualifiziert |
| Hanna Knjasjewa-Minenko | Dreisprung | 14,46 m       | 3             | 14,33 m            | 6                  |